# Giovanni Grisostomo Trombelli
Giovanni Grisostomo Trombelli, né le 5 mars 1697 près de Nonantola et mort le 24 janvier 1784, est un érudit et philologue italien.

## Biographie
Né le 5 mars 1697 près de Nonantola, il resta orphelin en bas âge, et fut élevé sous la direction de son oncle, notaire à Bologne. Il fit ses humanités chez les Jésuites, auxquels il préféra les chanoines réguliers de Saint-Sauveur, dont il embrassa l’institut, en 1713. En sortant de ses études, il fut nommé lecteur de philosophie à Candiano près de Padoue. Il n’y resta que trois ans. Au bout de ce terme, on le rappela à Bologne, pour lui faire occuper une chaire de théologie. La sévérité de ces fonctions ne l’empêcha pas de revenir de temps en temps vers la poésie, par laquelle il avait débuté ; mais il y renonça entièrement lorsqu’élu abbé, en 1737, il n’aspira qu’à une réputation plus solide. Élevé successivement aux charges les plus éminentes de l’ordre, il en devint le chef en 1760. En parlant de son administration, on ne doit point oublier le zèle qu’il mit à l’augmentation de la bibliothèque du couvent, pour laquelle il fit des acquisitions importantes en livres, manuscrits, médailles anciennes et du Moyen Âge. Après avoir publié une Collection d’Opuscules inédits des Pères de l'Église, il composa un grand ouvrage sur le culte des saints. Ce dernier travail lui mérita l’approbation de Benoît XIV, qui chargea le cardinal Querini d’en témoigner sa satisfaction à l’auteur ; mais vers le même temps, parut à Leipzig une suite de Dissertations, dans lesquels cet ouvrage était violemment attaqué. Malgré la vivacité de son caractère, Trombelli hésitait à répondre. Il n’aimait pas les disputes littéraires ; et sans les instigations de ses amis et les ordres du pape, il n’aurait pas songé à se défendre. Loin d’imiter son adversaire, qui l’avait accablé de sarcasmes, il écrivit son apologie avec autant de modération que de doctrine. Kiesling en fut lui-même frappé, et il lui adressa une lettre pour lui demander son amitié et son portrait. En sortant de cette querelle, Trombelli recueillit matériaux pour rédiger les Mémoires de son abbaye, dont il place la fondation avant l’année 1136. Il prononça aussi plusieurs Discours à l’institut de Bologne, dont il avait été reçu membre. Le plus remarquable est celui dans lequel il expose les prétentions de différents peuples à l’invention de la boussole. Accablé d’années, sans être encore épuisé par le travail, il conçut le plan d’un ouvrage immense sur les sacrements, et qu’il poussa jusqu’au treizième volume, sans pouvoir le terminer. Il mourut le 24 janvier 1784.

## Œuvres
- Favole, Bologne, 1730, in-4°.
- Le Favole di Fedro, tradotte in versi volgari, Venise, 1735, in-8° avec le texte et les tables de l’édition ad usum Delphini par Pierre Danet. Il en existe plusieurs réimpressions.
- Le Favole di Avieno e di Gabria, ibid., 1735, in-8°. Les premières sont traduites en vers italiens, et les secondes en vers latins et italiens. C’est la seule traduction italienne de ces deux fabulistes. Celle qui avait été exécutée par Angelo Maria Ricci est restée inédite. Le livre est dédié à la célèbre Laura Bassi, avec laquelle Trombelli fut très-lié.
- Le cento Favole di Faerno, e una di Battista Mantovano, trad. en vers italiens, ibid., 1736, in-8°. Argelati (Biblioteca de’ volgarizzatori), qui ne cite aucune traduction italienne de Faerno, n’a pas su indiquer le recueil dans lequel avait été imprimée la fable du Mantouan. À la suite de ces traductions, il y a quelques vers latins de l’auteur.
- De cultu sanctorum dissertationes decem, quibus accessit appendix de cruce, Bologne, 1751 et suiv., 6 v. in-4°.
- Priorum quatuor de cultu sanctorum dissertationum vindiciæ, ibid., 1751, in-4°. C’est la réponse aux critiques de Kiesling ; elle parut sous le nom de Philalethes Aphobos. Voy. Zaccaria, Storia letteraria d’Italia, III, 57.
- Veterum Patrum latinorum opuscula, nunquàm antehac edita, ib., 1951-55, 2 part. en un vol. in-4°. Voy le même ouvrage, III, 16.
- Memorie istoriche concernenti le due canoniche di santa Maria di Reno e di San Salvatore, ibid., 1752, in-4°, fig. L’époque de la fondation de ces abbayes paraît avoir été beaucoup trop reculée. Au moins le P. Trombelli est en contradiction avec Gabriele Pennotto, auteur estimé d’une Histoire des chanoines réguliers, publiée en latin, à Rome, en 1624. La congrégation de Saint-Sauveur avait eu deux autres historiens, Mazzagrugno et J. B. Segni.
- Arte di conoscere l’età de’ codici latini ed italiani, ibid., 1756 et 1778, in-4°, fig. L’auteur désavoua la réimpression qui parut sous le titre de Diplomatica, Naples, 1780, in-8°.
- Mariæ sanctiss. vita ac gesta, cultusque illi adhibitus, Bologne, 6 vol. in-8°
- Vita e culto di S. Gioseppe, ibid., 1767, in-8°.
- Vita e culto de’ SS. Gioacchino ed Anna, ibid., 1768, in-8°.
- Tractatus de sacramentis per polemicas et liturgicas dissertationes distributi, ibid., 1772 et suiv., 13 vol. in-4° L’auteur n’a parlé que du baptême, de la confirmation, de l’extrême onction et du mariage. C’était la partie la plus difficile de l’ouvrage. Pour les autres sacrements, il aurait trouvé de grands secours dans les traités de Morin, d’Hallier et d’Arnauld.
- De acus nauticæ inventore, dans les Actes de l’institut de Bologne, tome II, part. 3, pag. 333 ; traduit en Allemand par Kiesling. Trombelli a aussi traduit le Traité de Bossuet sur le passage d’Isaïe Ecce concipiet, etc. et sur le Psaume XXI, en relevant plusieurs erreurs de Simon et de Grotius. L’abbé Mingarelli et Guide Zanetti firent frapper une médaille à l’effigie de Trombelli, avec cette inscription : FERTILIS ET VARIUS : NAM BENE CULTUS AGER.